# 阿利尼昂迪旺
阿利尼昂迪旺（法語：Alignan-du-Vent，法語發音：[aliɲɑ̃ dy vɑ̃]）是法国埃罗省的一个市镇，属于贝济耶区。

## 地理
阿利尼昂迪旺（43°28'11"N, 3°20'31"E）面积17.3 平方千米，位于法国奧克西塔尼大區埃罗省，该省份为法国南部沿海省份，南濒地中海，西南接奥德省，西北接塔恩省和阿韦龙省，东北与加尔省接壤。
与阿利尼昂迪旺接壤的市镇（或旧市镇、城区）包括：阿贝扬、科镇、马尔贡、佩兹纳斯、鲁让、塞尔维扬、图尔布。

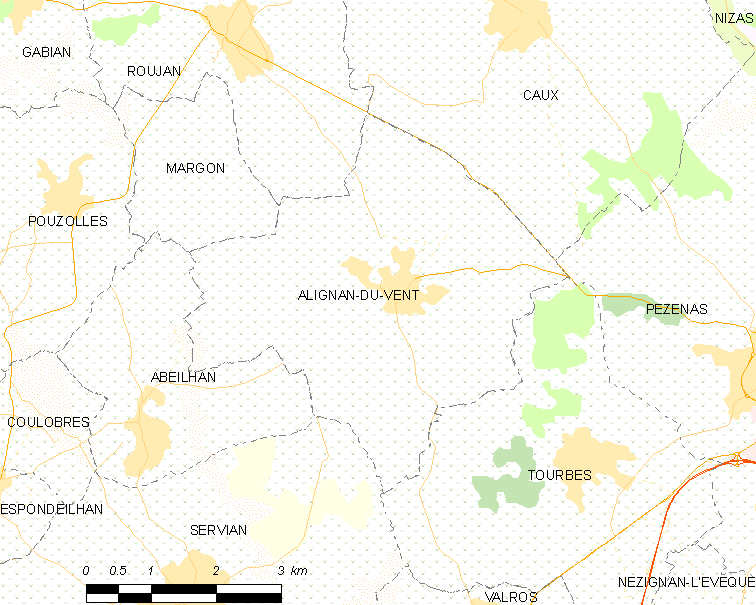
阿利尼昂迪旺的OSM定位图

阿利尼昂迪旺的时区为UTC+01:00、UTC+02:00（夏令时）。

## 行政
阿利尼昂迪旺的邮政编码为34290，INSEE市镇编码为34009。

## 政治
阿利尼昂迪旺所属的省级选区为佩兹纳斯县。

## 人口

1962-2008年间阿利尼昂迪旺人口变化图示

阿利尼昂迪旺于2022年1月1日时的人口数量为1761人。